# Brandi Love

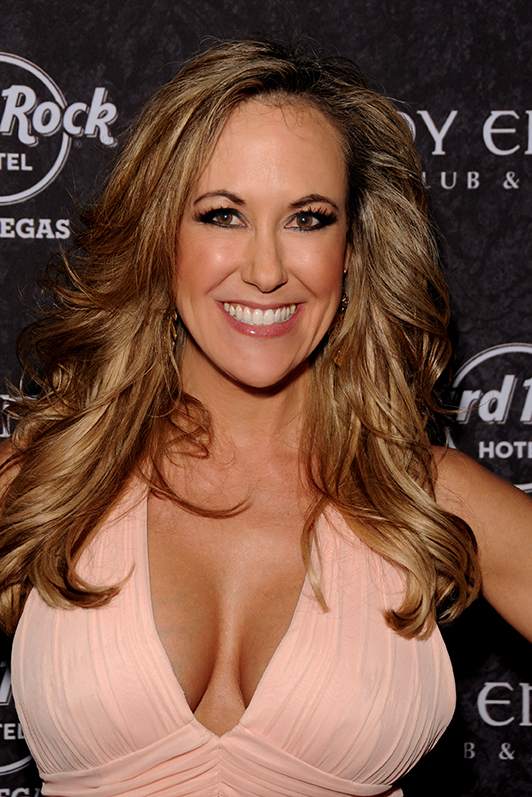
Brandi Love bei den AVN Awards 2014

 Brandi Love (* 29. März 1973 in Dearborn, Michigan als Tracey Lynn Livermore) ist eine US-amerikanische Pornodarstellerin.

## Karriere
Love besuchte das College der Central Michigan University. Sie begann 2003 mit dem Dreh von Pornofilmen, als sie mit ihrem Ehemann eine eigene Amateurpornoseite im Internet erstellte. Aufgrund ihres Erfolges trat sie in einer Episode der The Keith Ablow Show auf. 2008 zogen Love und ihr Mann nach Los Angeles, um Love eine Karriere als Pornodarstellerin zu ermöglichen. 2008 veröffentlichte sie das Buch Getting Wild Sex from Your Conservative Woman.
2012 drehte sie ihren ersten professionellen Porno. Im Jahr 2013 gewann sie mit dem NightMoves Editors Choice Award in der Kategorie Best Cougar/MILF Performer  ihren ersten Preis.

## Filmografie (Auswahl)

### Pornofilme
Love spielte in insgesamt 172 Pornofilmen mit. Darunter befinden sich:
- 2007: Succubus
- 2009–2017: My First Sex Teacher 17, 55
- 2009: Seasoned Players 9
- 2011: Lesbian Bridal Stories 5
- 2012: Porn Fidelity's Big Titty Milfs 1, 2
- 2012–2019: Moms Bang Teens 1, 6, 7, 8, 11, 32
- 2013: Brandi Love 2
- 2013: Dirty Rotten Mother Fuckers 6
- 2013: Incestuous
- 2013: Hot MILF Handjobs
- 2013–2014: Tonight’s Girlfriend 12, 24, 34
- 2014: Big Tits in Sports 13
- 2014: On The Air
- 2014–2021: My Friend’s Hot Mom 44, 97, 99
- 2014: Aftermath
- 2014: CFNM Secret 9
- 2015: Brandi's Girls
- 2015: Mother Daughter Spa Day
- 2015–2016: Moms Teach Sex 2, 4, 5, 8
- 2016: Huge Cock For Hire
- 2016: Solo Satisfaction
- 2016: Dirty Wives Club 11
- 2016: Naughty Office 47
- 2017: Interracial Icon 5
- 2017: Mommy's Perfect Ass
- 2018: Mandingo Massacre 14
- 2018: Showcases Chapter 1
- 2018: Thong Stuffing
- 2018: Dominate Me Professor
- 2019–2021: Tonight’s Girlfriend 76, 93
- 2019: Seduced By a Cougar 55
- 2019: Bossy Breasts 2
- 2019: Big Mouthfuls 37
- 2020: Watching My Mommy Go Black 18
- 2020: Busty MILFs Get Shared
- 2020: Family Always Comes First 5
- 2020: Women Loving Girls
- 2020: Blacked Raw 30
- 2020: Panties Cum Off
- 2020: Mature Lust
- 2020: Filthy Moms 5
- 2020: Ultimate Sex Stars JOI
- 2020: Watching My Daughter Go Black 11
- 2020: Room Full Of Mirrors
- 2021: Pure MILF 14
- 2022: Women Seeking Women 179
- 2024: American MILF

### Mainstreamauftritte
Aufgrund ihrer Bekanntheit trat sie auch in mehreren Mainstream-Produktionen auf:
- 2005: The Tyra Banks Show
- 2006: The Keith Ablow Show
- 2008: Bullshit! (Penn & Teller: Bullshit!, Episode 6x01)

## Auszeichnungen
| Jahr | Preis            | Kategorie                                    | Werk            | Resultat  |
| ---- | ---------------- | -------------------------------------------- | --------------- | --------- |
| 2013 | NightMoves Award | Best Cougar/MILF Performer (Editor’s Choice) | —               | Gewonnen  |
| 2013 | NightMoves Award | Best Ass                                     | —               | Nominiert |
| 2013 | XBIZ Award       | Web Star of the Year                         | —               | Nominiert |
| 2013 | AVN Award        | MILF/Cougar Performer of the Year            | —               | Nominiert |
| 2013 | AVN Award        | Most Outrageous Sex Scene                    | Big Titty MILFs | Nominiert |
| 2014 | The Fannys       | MILF Performer of the Year                   | —               | Nominiert |
| 2015 | NightMoves Award | Best MILF Performer                          | —               | Nominiert |
| 2015 | AVN Award        | MILF Performer of the Year                   | —               | Nominiert |
| 2015 | AVN Award        | Fan Award: Hottest MILF                      | —               | Nominiert |
| 2015 | AVN Award        | Best Porn Star Website                       | BrandiLove.com  | Nominiert |
| 2015 | XBIZ Award       | Best Supporting Actress                      | Aftermath       | Nominiert |
| 2016 | XBIZ Award       | MILF Performer of the Year                   | —               | Nominiert |
| 2016 | AVN Award        | Fan Award: Hottest MILF                      | —               | Nominiert |
| 2016 | AVN Award        | MILF Performer of the Year                   | —               | Nominiert |
| 2018 | XBIZ Award       | Best Actress – All-Girl Release              | —               | Gewonnen  |
| 2019 | NightMoves Award | Best Cougar/MILF Performer (Editor’s Choice) | —               | Gewonnen  |
| 2020 | NightMoves Award | Best MILF Performer                          | —               | Gewonnen  |
| 2022 | XRCO Award       | MILF of the Year                             | —               | Gewonnen  |

## Privates
Love ist Enkeltochter von Jesse Lauriston Livermore. Sie ist verheiratet und führt mit ihrem Mann eine offene Ehe. Sie ist Fan der Michigan Wolverines und der Pittsburgh Steelers.
Sie ist Anhängerin des US-Präsidenten Donald Trump und vertritt ihre Meinung in den sozialen Medien. Darüber hinaus schreibt sie Artikel für das konservative Online-Magazin The Federalist.
Im Juli 2021 besuchte sie eine Veranstaltung von Turning Point USA in Tampa, einer Organisation, die sich für konservative Werte auf Highschool- und College-Campus einsetzt, für das sie eine VIP-Karte für Erwachsene gekauft hatte. Nachdem einige christliche Konservative und andere die Präsenz eines Pornostars beim Student Action Summit kritisiert hatten, wurde Love gebeten, das Event zu verlassen. Sie selbst zeigte sich bei Twitter empört darüber, dass man bei der Veranstaltung über Freiheit, Zensur und Inklusion in der konservativen Bewegung sprach, sie aber rausgeschmissen worden sei. Sie bezeichnete ihre Ausladung als ein Beispiel von Cancel Culture und twitterte: The Republican Party is broken („Die Republikanische Partei ist kaputt“).
Bereits im Juli 2021 sagte sie Newsweek, dass sie eine Präsidentschaftskampagne des Gouverneurs von Florida Ron DeSantis im Jahr 2024 unterstützen würde, falls Trump nicht erneut kandidieren würde.

## Werke
- Brandi Love, Michelle Thompson: Getting Wild Sex From Your Conservative Woman. BurmanBooks Media Corp, 2007, ISBN 978-0-9781380-4-2 (amerikanisches Englisch).